# Circulaire du 21 février 2006 relative aux conditions d'interpellation d'un étranger en situation irrégulière
La circulaire du 21 février 2006 relative aux « conditions d'interpellation d'un étranger en situation irrégulière, garde à vue de l'étranger en situation irrégulière, réponses pénales » est une circulaire française adressée par le ministre de l'Intérieur du gouvernement Villepin (UMP), alors Nicolas Sarkozy, et le ministre de la Justice, alors Pascal Clément, à l'ensemble des préfets et des procureurs.

## Contenu
Ce texte précise la marche à suivre pour procéder à des interpellations « sur la voie publique, aux guichets des préfectures, au domicile ou dans les foyers et centres d'hébergement », tels les CHRS ou les centres d’accueil pour demandeurs d’asile (CADA). Il préconise aussi d'« organiser des opérations de contrôles ciblées, par exemple à proximité des logements foyers et des centres d’hébergement ou dans des quartiers connus pour abriter des personnes en situation irrégulière ».

## Critiques
Le 19 avril 2006, le Syndicat de la magistrature (SM), le Groupe d'information et de soutien des immigrés (Gisti), la Ligue des droits de l'homme (LDH), la Cimade et le Syndicat des avocats de France (SAF) ont déposé un recours pour excès de pouvoir devant le Conseil d'État contre cette circulaire.